# ニューメキシコ州全州選挙区
ニューメキシコ州全州選挙区（ニューメキシコしゅうぜんしゅうせんきょく、英語: New Mexico's at-large congressional district）は、1912年から1969年までニューメキシコ州に設置されたアメリカ合衆国下院の選挙区。

## 概要
1912年、ニューメキシコ州が州に昇格。1900年の国勢調査に基づいて定数2議席の全州選挙区が設置され、第62議会（1911年-1913年）に初めて下院議員を送り込んだ。1913年には1910年の国勢調査に基づき、定数が1議席に減少。1943年、1940年の国勢調査に基づき、定数が2議席に増加した。1969年に廃止され、州北東部の第1選挙区、とその他の第2選挙区が設置された。
区域
ニューメキシコ州 - 全域